# Gunbjörg Thunvall
Gunbjörg Thunvall (født 26. august 1912 i Sarpsborg, død 8. juni 2009) var en svensk socialdemokratisk riksdagspolitiker.
Thunvall var riksdagsmedlem for Gävleborgs län i andetkammeret 1957–1970 og derefter i enkammerriksdagen 1971–1976.